# Sxékino
Sxékino (en rus: Щекино) és un poble de l'óblast de Vólogda, a Rússia, que el 2002 tenia 62 habitants.